# Somogyi Mór
Somogyi Mór, Spitzer Móric (Szigetvár, 1857. szeptember 6. – Budapest, Kőbánya, 1942. december 10.) zongoraművész.

## Életútja
Spitzer József és Kremsier Babette fia. Szülei kezdetben a kereskedelmi pályára szánták, de zenei tehetsége olyan korán megmutatkozott, hogy a bécsi zeneintézetbe adták, ahol a zongoraművészeti és a zeneszerzési osztályban eredményesen tűnt ki. Ezután Szombathelyre került, ahol több évig zeneoktatással foglalkozott. 1883-ban a Harmonia zenebíráló bizottsága 158 benyújtott zeneszerzemény közül tőle hármat fogadott el kiadásra, s ez a siker arra bátorította, hogy a fővárosban telepedjen le, ahol csakhamar egyike lett a legkeresettebb zenetanároknak. Az Országos Magyar Királyi Zeneakadémia tanári oklevéllel tüntette ki. 1894-ben miniszteri engedéllyel magán zenekonzervatóriumot szervezett és abban összpontosította működését. Hubay Jenővel és Popper Dáviddal kamaratriót is alapítottak. Időközben Spitzer családi nevét Somogyira változtatta. Felesége, Somogyi Berger Karola, énektanárnő és sokáig a würzburgi színháznak volt drámai művésznője. Leánya, Somogyi Adrienne, népszerű hangverseny énekesnő és zongoraművésznő.
Írt számos zongoradarabot, etűdöt és dalt, illetve zenei cikkeket különböző szaklapokba, így a Zenelapba (1894: Néhány szó a zongoratanításról), a Tanulók Lapjába (1896: Beethoven) stb.
1942 decemberében egy budapesti zsidó aggok házában hunyt el Kőbányán fekélyes bélhurut következtében. Hírneve, ismertsége addigra megkopott, valamennyi, a halálhíréről szóló kevés beszámoló megemlítette, hogy elhunytakor neve már kevésbé volt ismert.

## Munkája
- Album. Budapest, 1897. (Zenekötet)